# Jerzy Jokiel
Jerzy Paweł Jokiel (Ruda Śląska, Polonia, 9 de agost de 1931) fue un gimnasta artístico polaco, subcampeón olímpico en Helsinki 1952 en la prueba de suelo.

## Carrera deportiva
Su mayor triunfo fue conseguir la plata en las Olimpiadas de Helsinki 1952 en el ejercicio de suelo quedando situado en el podio tras el sueco William Thoresson (oro) y empatado con el japonés Tadao Uesako.